# West Fourth Street – Washington Square (métro de New York)
West Fourth Street – Washington Square est une station express souterraine du métro de New York situé dans le quartier de Greenwich Village au sud-ouest de Manhattan. Elle est située sur deux lignes (au sens de tronçons du réseau), l'IND Eighth Avenue Line (métros bleus) et l'IND Sixth Avenue Line (métros orange), toutes deux issues du réseau de l'ancien Independent Subway System (IND). Sur la base des chiffres 2012, la station était la 21e plus fréquentée du réseau.
Au total, tous les services des deux lignes y circulent :
- les métros A, D, E et F y transitent 24/7 ;
- les métros B et M y circulent en semaine ;
- les métros C y circulent tout le temps, sauf durant les late nights.